# ネクロファジスト
ネクロファジスト（Necrophagist）は、ムハンマド・スイスメズによって結成されたドイツのテクニカルデスメタルバンドである。展開が激しく、テクニカルな楽曲群を作ることで知られている。「Necrophagist」とはギリシャ語の"nekros"（死肉）と"phagous"（食べること、食べる者）に由来する。

## 来歴
1992年に結成され、同年にはデモ『Requiems of Festered Gore』をリリースしている。1995年に2ndデモ『Necrophagist』をリリースする。1999年に1stアルバム『Onset of Putrefaction』をリリースする。この1stアルバムのオリジナル盤はフランスのノイズ・ソリューション・レコードという小さなレコード・レーベルからリリースされたが、既に廃盤となっており、入手は権利などの関係で非常に困難である。このアルバムのリズムセクションはドラムマシンによって担われている。ムハンマドはこのアルバムのサウンドに満足しておらず、結局はHannes Grossmannによってドラムパートを再録し、同時にギター、ベース、ボーカルパートを全てステレオに録り直され、音質が鮮明になった再録版を2004年にリリースする。その再録版には1995年のデモ『Necrophagist』の2曲を加えている。この再録版ではThe Iguana Studiosのプロデューサー兼レコーディング・エンジニアのChristoph Brandesが全曲のプロデュースを手掛けた。フロリダ州オーランドのデジタル・ドメインにてBob Katz（マスタリング・エンジニア）によって完成した。北米はウィローティプ・レコード、海外ではリラプス・レコードによって発売された。
2004年8月3日、2ndアルバム『エピタフ』がリリースされる。「Only Ash Remains」のアウトロ・ギター・ソロは「ロメオとジュリエット」、「The Stillborn One」には「エリーゼのために」から導入した部分がある。2005年2月10日、ギタリストのクリスティアン・ミュンツナーがスケジュール上の都合が合わず脱退を発表。後任のギタリストにはフィンランドのヘルシンキからサミ・ラーチカイネンを迎えた。彼はコデオンというバンドでもプレイしている。バンドは2005年3月から6月までムハンマドの病気によって活動を停止していたが、新ドラマーのRomain Goulonを迎え、新譜の制作を開始する。
2006年、バンドは米国の（カナダのツアー日程はキャンセルされた）『Carving North America's Epitaph』ツアーを行った。2007年のカリフォルニア・メタルフェストの後にドラマーのハネス・グロスマンがツアーのスケジュールが合わずバンドを去ったことを明らかにした。彼の後任にマルコ・ミンネマンが正式なメンバーとして加入。
ネクロファジストは2007年の「The Summer Slaughter Tour」（エクストリーム系のバンドを広範に集めたツアー）のヘッドライナーを務めた。他に出演したバンドはディキャピテイテッド、アーシス、フェイスレス、セファリック・カーネイジ、アズ・ブラッド・ランズ・ブラック、キャトル・ディキャピテイションなどである。だが、ツアーバスにアクシデントが発生したため、多くのショーをキャンセルしなければならなかった。
2008年4月、ロマン・グーロンがミンネマンの後任として新ドラマーとして加入することを発表。彼はムハンマドのサイドプロジェクトに今でも関わっている。2008年8月26日から9月10日まで「Pillage the Village Tour」にて、デスメタルのダイイング・フィータス、ビニース・ザ・マサカー、デスコアのベール・オブ・マヤ、幾つかのエリアではカーカス、サフォケイション、1349、アボーテッドとも共演した。
ムハンマドは次の3rdアルバムに27フレットの7弦ギターを使用すると発表した。

## メンバー

### 現メンバー
- ムハンマド・スイスメズ (Muhammed Suiçmez) - ボーカル/ギター

1stアルバム制作時は、1人のみだったためボーカル・ギターに加えて、ベースや、ドラムマシンのプログラミングも行った。
- サミ・ラーチカイネン (Sami Raatikainen) - ギター

フィンランド出身。
2006年に脱退したクリスティアン・ミュンツナーの後任として加入したことにより音楽デビューを飾る。彼はフィンランドのメロディックデスメタルであるコデオンでもプレイしている。
- シュテファン・フィンマース (Stephan Fimmers) - ベース

カールスルーエ出身。
1996年から音楽活動を行い、グランド・サーモンとヒューマン・ブラッドフィストのメンバーを経て、2003年、『Epitaph』のレコーディング前に脱退したヘイコ・リンツァートの後任としてネクロファジストに加入。
ペスティレンス等でも活動。
- ロマン・グーロン (Romain Goulon) - ドラムス

フランス出身。

### 旧メンバー
- マティアス・ホルツァプェル (Matthias Holzapfel) - ギター
- ヨッヒェン・ビットマン (Jochen Bittmann) - ベース
- ヤン＝パウル・ヘルム (Jan-Paul Herm) -  ギター
- ラファエル・ケンパーマン (Raphael Kempermann) - ドラムス
- ダニエル・シルヴァ (Daniel Silva) - ドラムス
- マリオ・ペトロヴィッチ (Mario Petrović) - ギター
- スラヴォミル・スラヴェク・フォルティン (Slawomir "Slawek" Foltyn) - ドラムス
- ビョルン・フォルマー (Björn Vollmer) - ギター
- ジュリアン・ラロック (Julien Laroche) - ベース
- クリスティアン・ミュンツナー (Christian Müenzner - ギター

Defeated Sanityのメンバーを経て、2002年から2006年までネクロファジストに在籍。2008年にテクニカルデスメタルバンドのオブスキュラに加入すると共にアルバム『Cosmogenesis』を2009年にレコーディングした。
彼のギターソロスタイルはネオクラシカルスタイルを踏襲していることで知られている。
- ヘイコ・リンツァート (Heiko Linzert) - ベース
- ハネス・グロスマン (Hannes Grossmann) - ドラムス

オブスキュラで活動。
- マルコ・ミンネマン (Marco Minnemann) - ドラムス

## ディスコグラフィ

### スタジオ・アルバム
- Onset of Putrefaction (1999年)
- 『エピタフ』 - Epitaph (2004年)

### デモ・アルバム
- Requiems of Festered Gore (1992年)
- Necrophagist (1995年)